# 大森江里子
大森 江里子（おおもり えりこ、1973年〈昭和48年〉5月16日 - ）は、日本の政治家、税理士。公明党所属の衆議院議員（1期）、公明党女性委員会副委員長。

## 来歴
1973年5月16日、神奈川県相模原市に生まれる。創価大学経営学部に進学し、1998年に税理士試験に合格した。1999年に大光税理士法人に入社し、中小企業の救済をはじめとする多数の実務に携わる。
2024年10月27日の第50回衆議院議員総選挙に公明党から比例東京ブロック単独2位で立候補し、初当選を果たす。2025年2月13日、衆議院予算委員会で初質問に立った。

## 政策・主張
- 2025年2月27日、衆議院予算委員会第7分科会で質問に立ち、「中核を担う従業員がビジネスケアラーになると、事業に甚大な影響を及ぼす可能性がある」として、中小企業で働きながら家族の介護を担うビジネスケアラーへの支援を訴えた[5]。
- 2025年6月6日、衆議院法務委員会で質問に立ち、「夫婦となる一方が改姓を強制される現行法は、婚姻の自由の点から人権上問題がある」「生き方の選択に制約を加える現行法は変更し、選択肢のある社会を目指さなければならない」として、選択的夫婦別姓制度の導入を訴えた[6]。

## 役職歴

### 公明党
- 女性委員会副委員長
- 国際局次長
- 団体局次長
- 女性局次長

## 選挙歴
| 当落 | 選挙                   | 執行日         | 年齢 | 選挙区           | 政党   | 得票数 | 得票率 | 定数 | 得票順位 /候補者数 | 政党内比例順位 /政党当選者数 |
| ---- | ---------------------- | -------------- | ---- | ---------------- | ------ | ------ | ------ | ---- | ------------------ | ---------------------------- |
| 当   | 第50回衆議院議員総選挙 | 2024年10月27日 | 51   | 比例東京ブロック | 公明党 |        |        | 19   | /                  | 2/2                          |